# Позитивизъм
Позитивизмът (на френски: positivisme, от латински positivus – даден, съществуващ) е направление в методологията на науката, което обявява емпиричните изследвания за единствен източник на истинското, действително знание, и което отрича познавателната ценност на философското изследване. Позитивизмът е оказал влияние върху методологията на естествените и обществени науки (особено през втората половина на 19 век). Съвременна форма на позитивизма е неопозитивизмът. Основоположник на позитивизма е френският философ Огюст Конт, който през 30-те години на 19 век е предложил и самия термин.

## Принципи
В своята оригинална формулировка, позитивизмът може да бъде сведен до 5 общи принципа:
1. Единство на научния метод.
Логиката на изследването е една и съща за всички науки (социални и естествени).
2. Целта на изследването е да даде обяснение и да направи възможно предвиждането.
Също за много позитивисти крайна цел е развиването на закон за разбирането изобщо, като цяло, чрез откриването на необходими и достатъчни условия за всеки феномен и така създаването на перфектен модел за него. Ако този закон е известен, условията могат да бъдат променяни, така че да се произведе предвидим резултат.
3. Научното знание може да бъде тествано.
Изследването може да бъде доказано само по емпиричен път, не чрез аргументация. Това трябва да става само по дедуктивен път, тоест дедуктивната логика създава твърдения, които са проверими. Изследването трябва да може да се наблюдава чрез човешките сетива. Изследването се доказва чрез логиката на потвърждението.
4. Науката не е равнозначна на общото приемане на нещата (здравия разум).
Изследователите трябва да бъдат внимателни едно предварително приемане на нещата да не повлияе върху тяхното изследване, като предубеждение.
5. Теория-практика.
Науката трябва да произвежда знание без значение за политика, морал, ценности, и трябва да произвежда универсални положения.

Днес различните епистемологии по отношение на позитивизма са не по-малко от 12.

## Социален позитивизъм

### Еволюцията
От епохата на барока позитивистите заимстват идеята на Жан Кондорсе (1743—1794) за прогреса – постъпателно движение към една определена цел: развитието на човечеството като прогрес, главна роля в което играе науката. Прогресът е свързан с еволюцията, но не се свежда до нея. Идеята за еволюцията се появява през 50-те години на XIX в. Някои смятат, че идеята за еволюцията е открита от Чарлз Дарвин (1809—1882), други твърдят, че автор на тази идея е английският философ-позитивист Хърбърт Спенсър (1820—1903). Независимо кое от двете е вярно, именно Спенсър разкрива концепцията за космическата еволюция. Еволюцията е най-общият закон за развитието на природата и обществото; всъщност, това е предметът на философията. Същността на този закон е в това, че развитието се осъществява чрез разклоняване, от еднообразие към многообразие. За да илюстрира това, Спенсър се е обръщал към различни науки – астрономията, биологията и социологията. Еднообразната космическа мъглявина поражда многообразието на небесните тела от Слънчевата система; еднообразната протоплазма дава многообразието на света на живите същества; от еднообразната първобитна орда произлиза многообразието от форми на държави. Освен това, еволюцията се характеризира с преход от хаос към ред и постепенно забавяне в резултат от разсейването на енергията. Идеята за еволюцията се оказва извънредно плодотворна. Тя е заимствана както от материалистите, така и от идеалистите и мистиците.